# Ecgwynn
Ecgwynn est la première conjointe du roi des Anglo-Saxons Édouard l'Ancien et la mère d'Æthelstan.

## Biographie
La relation entre Édouard et Ecgwynn prend place dans les années 890. Cette dernière n'est citée que dans des sources postérieures à la conquête normande de l'Angleterre, et l'on n'a que peu de certitudes à son sujet : il n'est même pas certain qu'elle ait été l'épouse légitime d'Édouard. Outre Æthelstan, il est possible qu'elle soit la mère de la princesse anglaise (Édith ?) qui épouse le roi de Dublin Sigtryggr Caoch en 926.
Son sort est inconnu. Édouard épouse avant 901 Ælfflæd, qui est donc sa première ou sa seconde épouse.

## Postérité
Ecgwynn apparaît dans les Histoires saxonnes de Bernard Cornwell, série de romans historiques se déroulant sous le règne d'Alfred le Grand et de ses successeurs, ainsi que dans la série télévisée The Last Kingdom qui en est adaptée.